# Puhl & Wagner

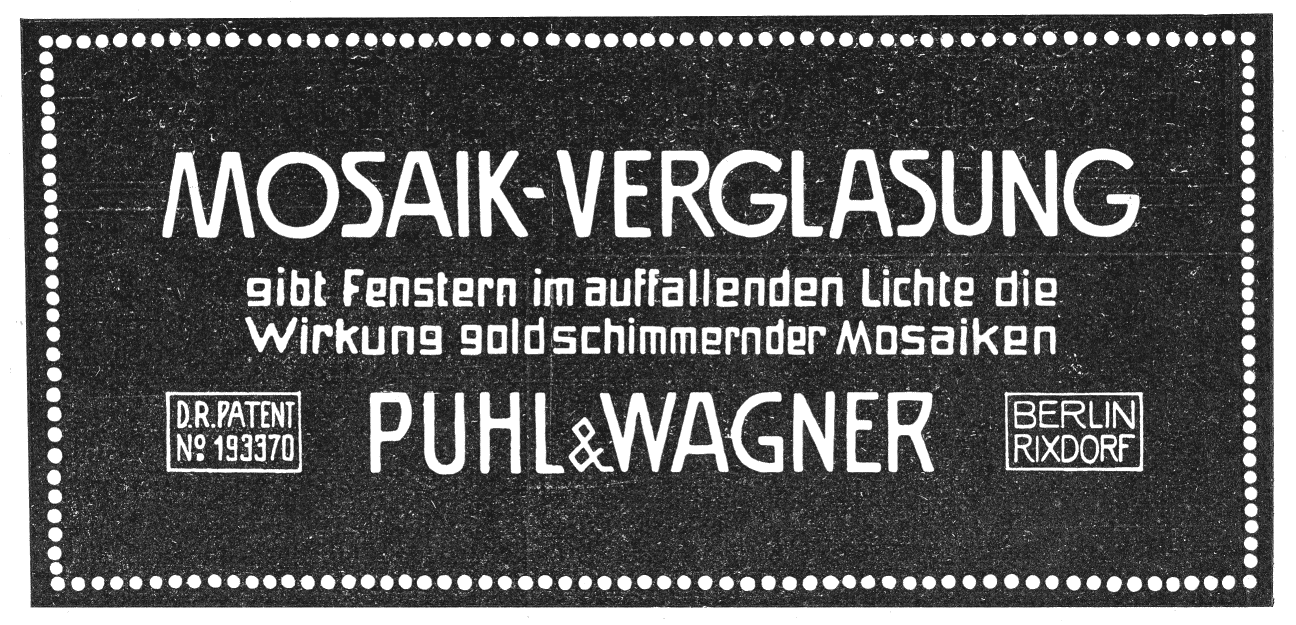
Annons, 1905

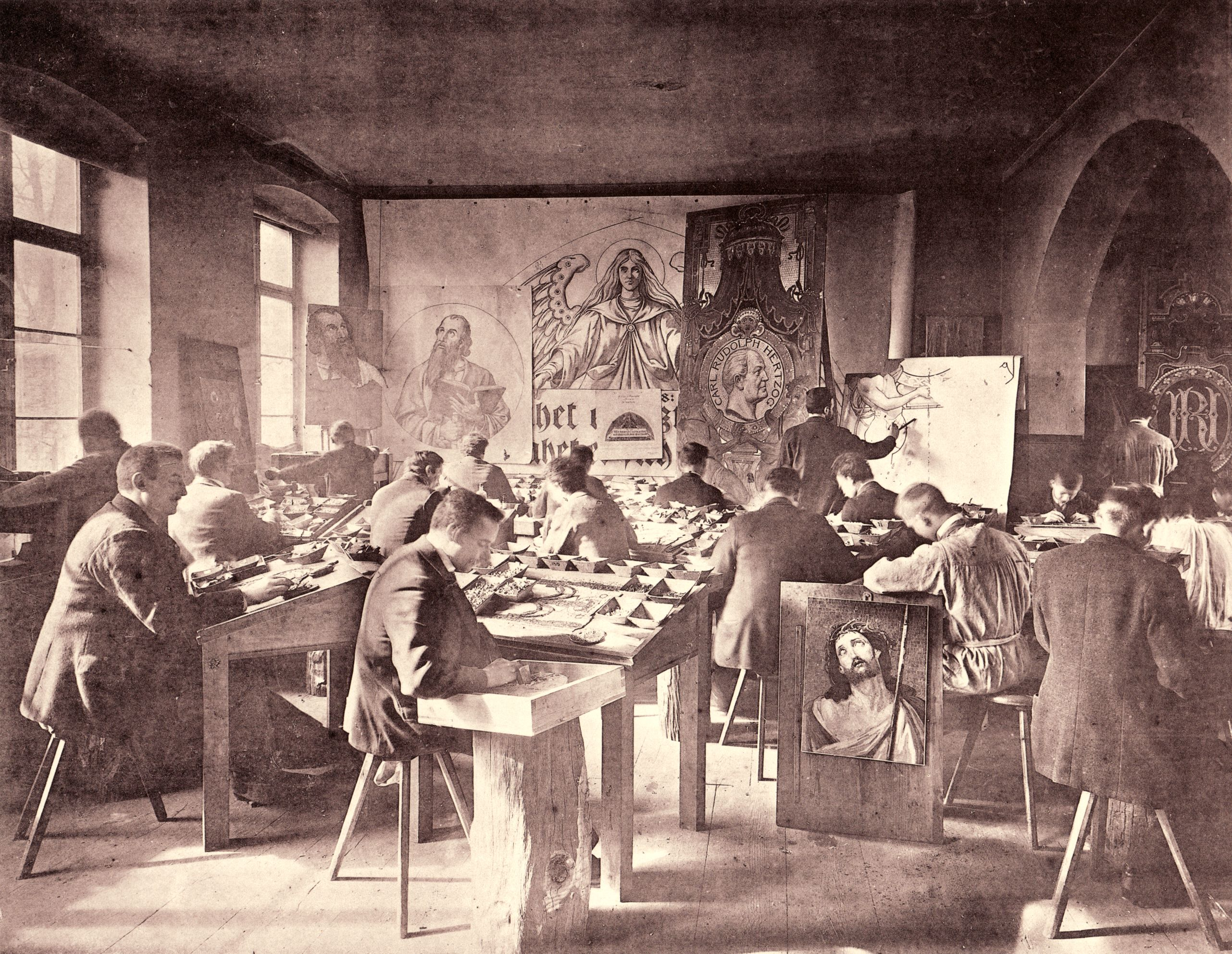
Sättarsalen, 1897

Puhl & Wagner, grundat 1889 och likviderat 1969, i Berlin var det främsta och största tyska företaget för framställning av glasmosaik och glasmåleri. Ett eget glasbruk gjorde företaget oberoende av sina italienska konkurrenter och nya produktionsmetoder möjliggjorde mosaiker till lägre kostnader än tidigare.
Puhl & Wagner är i Sverige troligen mest kända som leverantörer av mosaikinredningen till den mycket påkostade Gyllene salen i Stockholms stadshus 1921–1923.

## Verk i urval

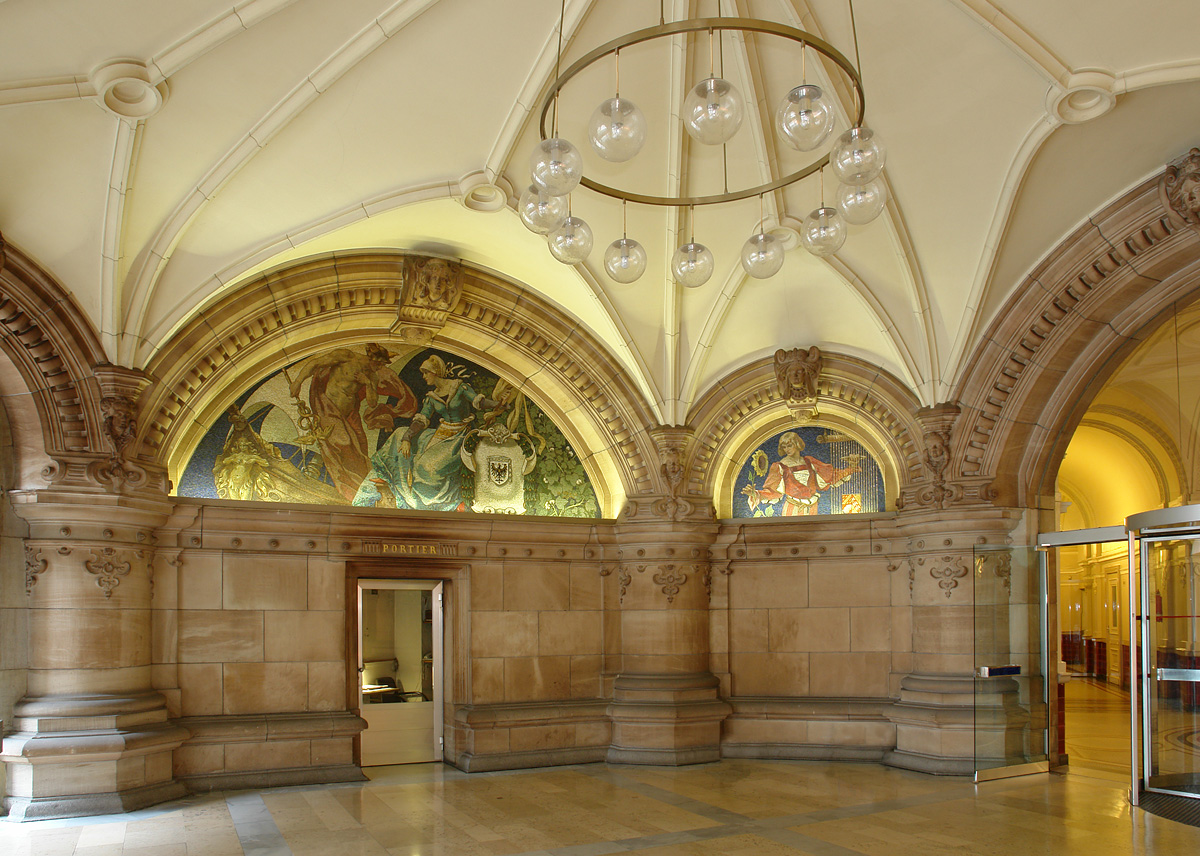
Bomullsbörsen i Bremen
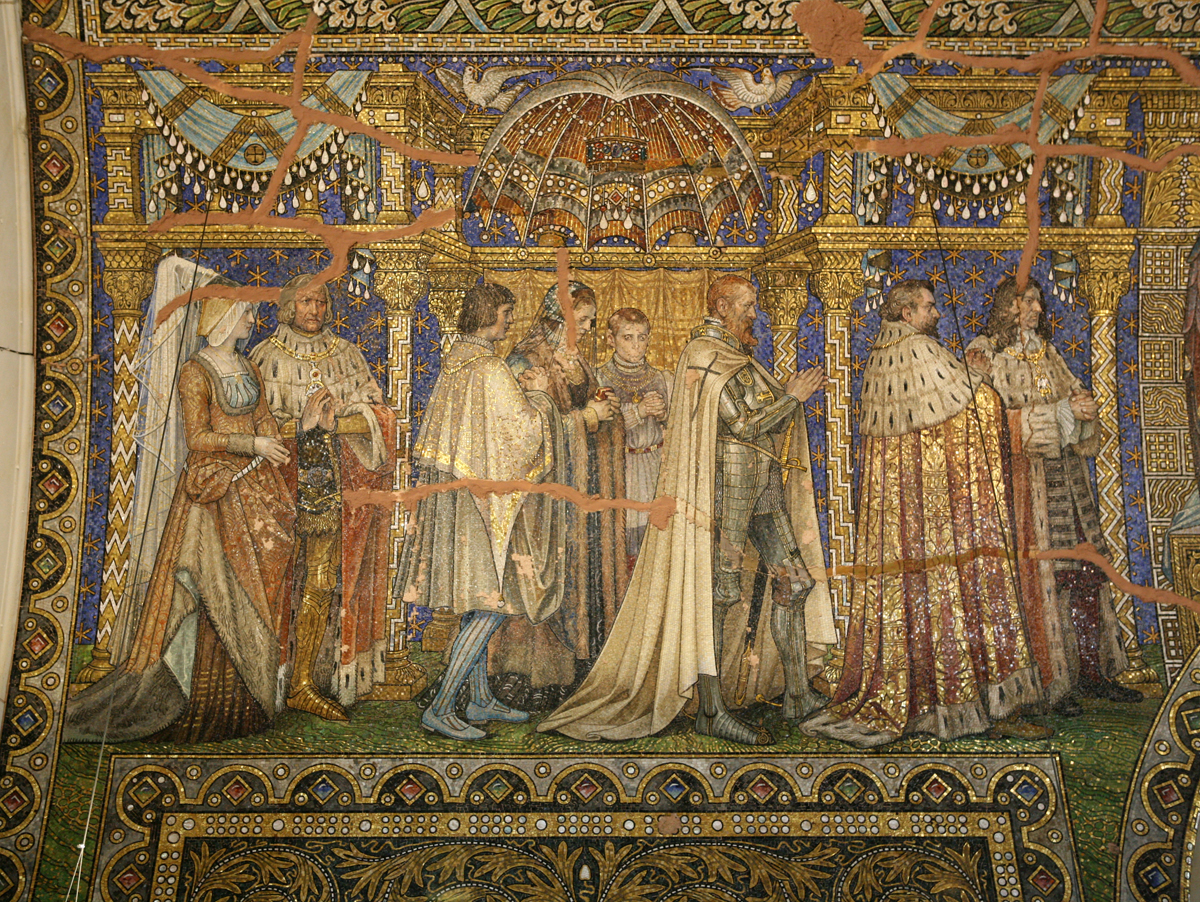
Kaiser-Wilhelm-Gedächtniskirche i Berlin
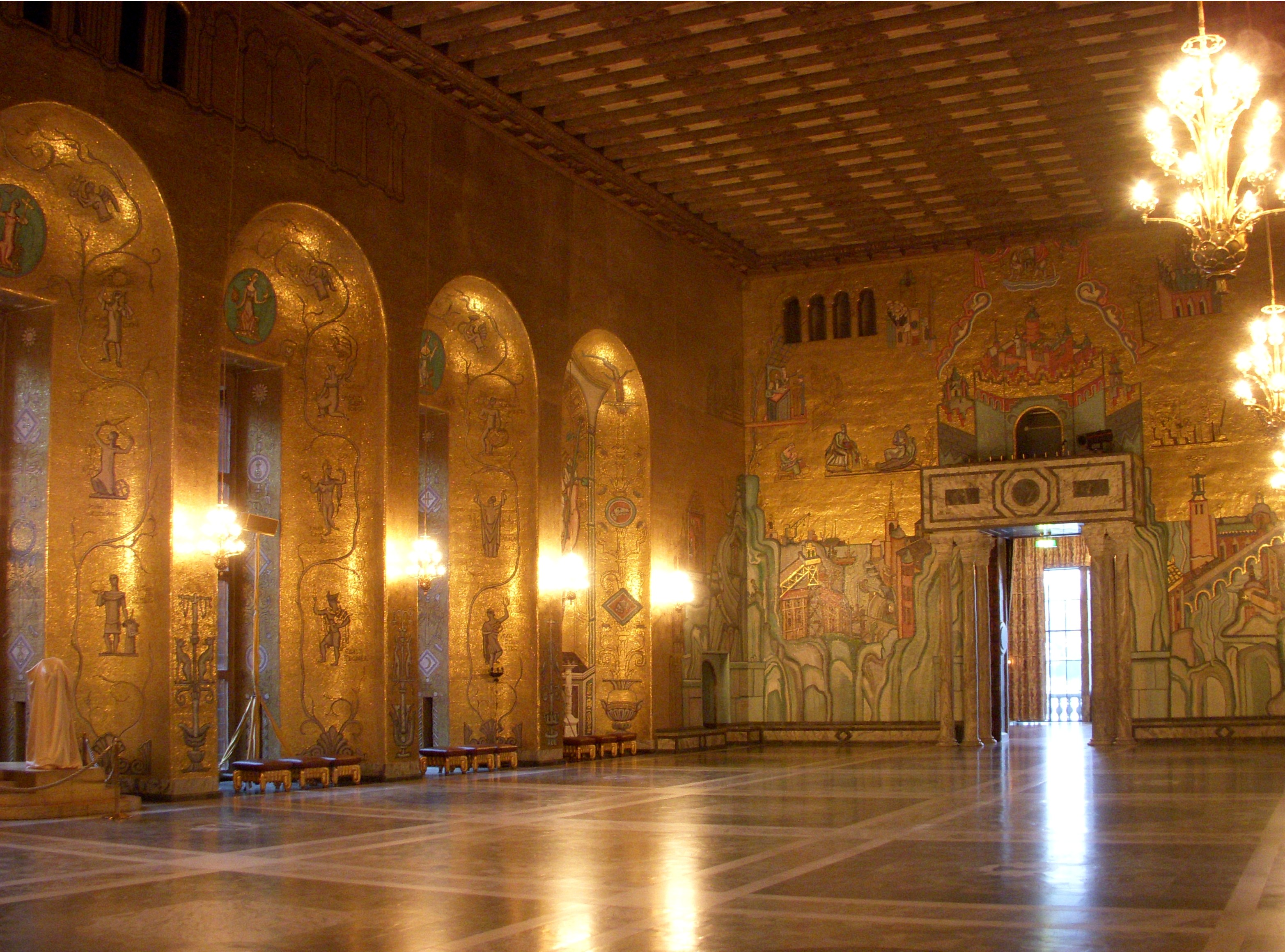
Gyllene salen, Stockholms stadshus
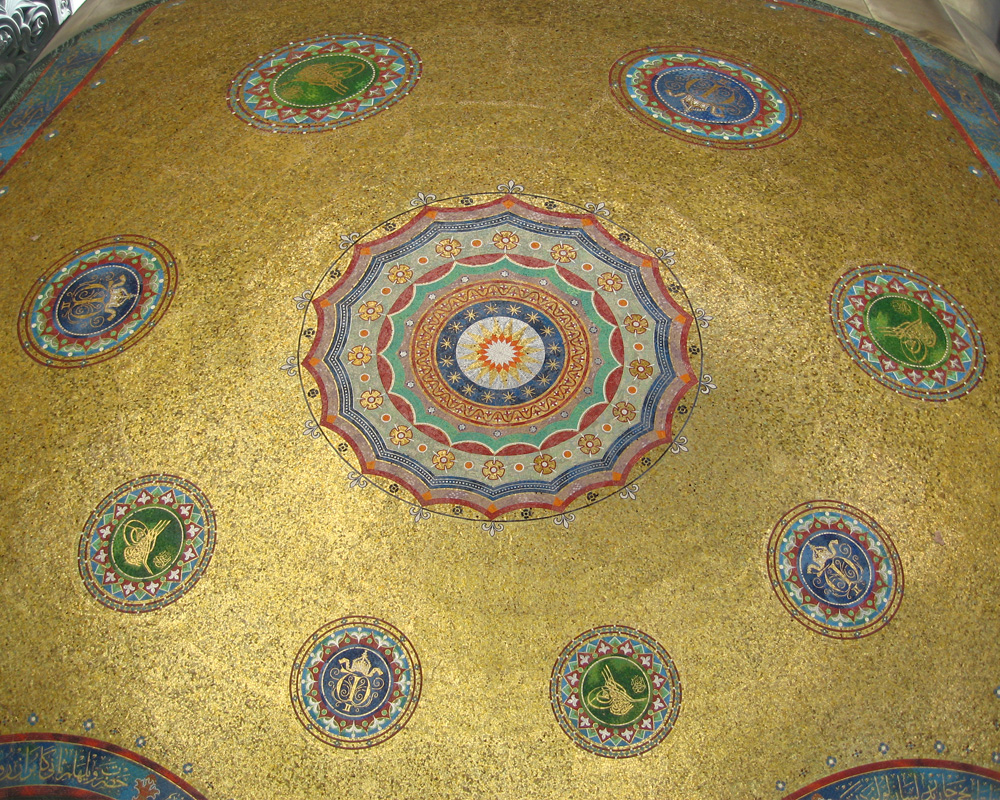
Deutscher Brunnen i Istanbul
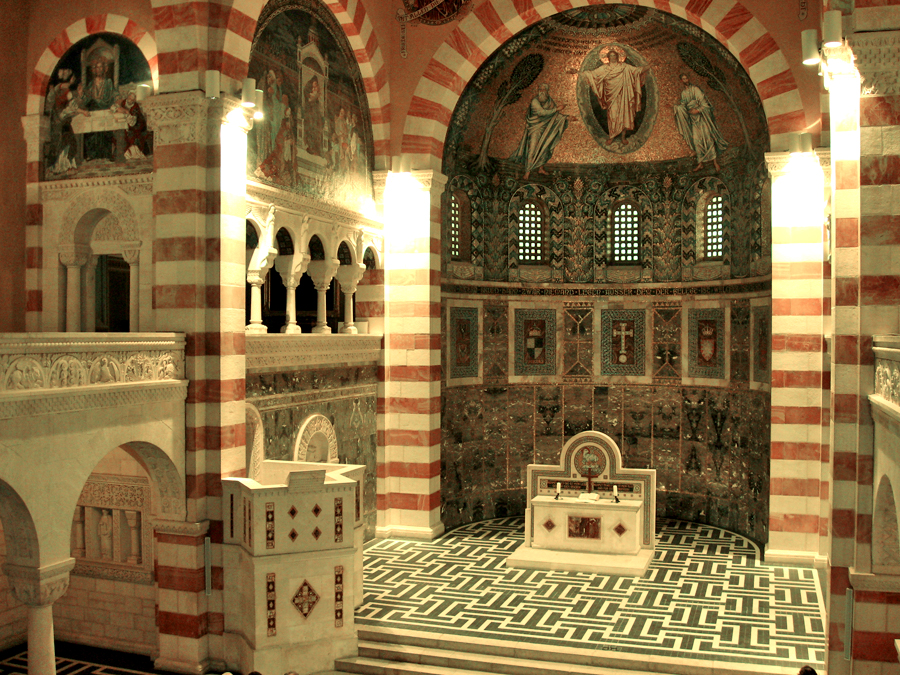
Himmelfahrtkirche i Jerusalem
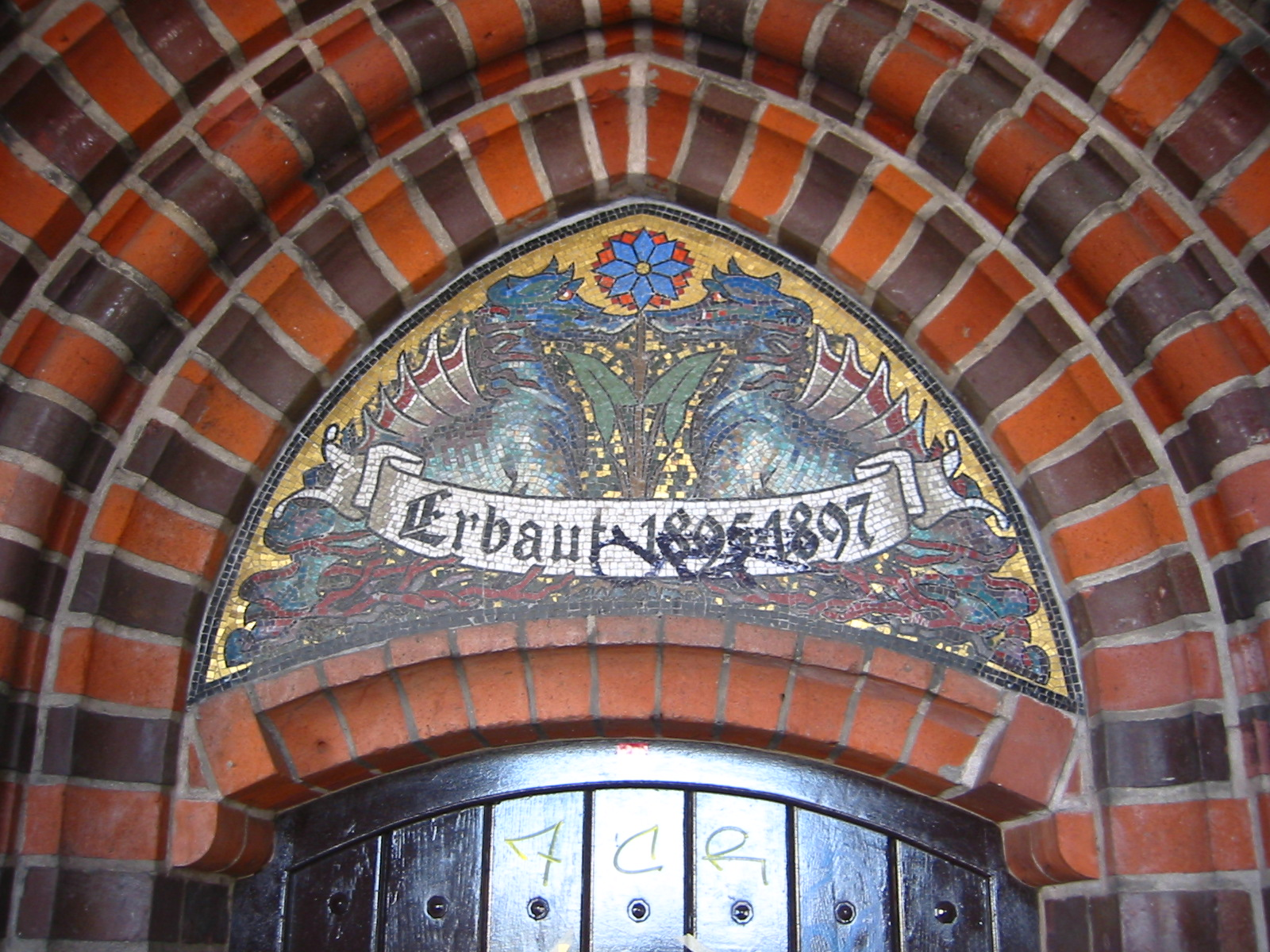
Oberbaumbrücke i Berlin